# Минск-Северный (моторвагонное депо)
Моторвагонное депо Минск-Северный — предприятие железнодорожного транспорта в городе Минске, принадлежит Белорусской железной дороге. Депо занимается ремонтом и эксплуатацией МВПС.

## Тяговые плечи

### По Молодечненскому направлению
- Минск-Северный — Олехновичи
- Минск-Северный — Молодечно
- Минск-Пассажирский — Ждановичи
- Минск-Пассажирский — Беларусь
- Минск-Пассажирский — Олехновичи
- Минск-Пассажирский — Молодечно
- Минск-Пассажирский — Гудогай (с 2017 года)

#### Ранние маршруты
- Минск-Пассажирский — Уша
- Минск-Пассажирский — Ратомка
- Минск-Пассажирский — Радошковичи
- Минск-Пассажирский — Дубравы

### По Оршанскому направлению
- Минск-Пассажирский — Орша-Центральная
- Институт Культуры — Орша-Центральная
- Институт Культуры — Борисов

#### Ранние маршруты
- Минск-Пассажирский — Толочин
- Минск-Пассажирский — Приямино
- Минск-Пассажирский — Славное
- Минск-Пассажирский — Крупки
- Минск-Пассажирский — Смолевичи
- Минск-Пассажирский — Жодино

### По Осиповичскому направлению
- Минск-Пассажирский — Колядичи
- Минск-Пассажирский — Руденск
- Минск-Пассажирский — Пуховичи
- Минск-Пассажирский — Талька
- Минск-Пассажирский — Осиповичи
- Институт Культуры — Осиповичи
- Минск-Пассажирский — Бобруйск

### По Барановичскому направлению
- Минск-Пассажирский — Столбцы
- Минск-Пассажирский — Барановичи-Полесские
- Минск-Пассажирский — Брест-Центральный
- Институт Культуры — Столбцы
- Институт Культуры — Городея
- Институт Культуры — Барановичи
- Институт Культуры — Брест-Центральный

#### Ранние маршруты
- Минск-Пассажирский — Негорелое

## Подвижной состав

### Действующий
ЭР9М — 2 шт.,
ЭР9Т — 31 шт.,
ЭР9ТМ — 1 шт.,
ЭПг — 6 шт.,
ЭПр — 10 шт.,
ЭПм — 12 шт.

### Недействующий
ЭР9
ЭР9П
ЭР11